# ديفيد إتش. ماسون
ديفيد إتش. ماسون هو محامي وسياسي أمريكي، ولد في 17 مارس 1818، وتوفي في 20 مايو 1873. نشط حزبياً في الحزب الجمهوري. وقد انتخب عضو مجلس نواب ماساتشوستس ‏.